# تووه
تووه (به لهستانی:  Tuły) یک روستا در لهستان است که در گمینا لاسوویتسه ویلکیه واقع شده‌است. تووه ۲۶۸ نفر جمعیت دارد.